# Lars-Magnus Lindgren
Lars-Magnus Lindgren (Västerås, 3 luglio 1922 – Nacka, 23 novembre 2004) è stato un regista e sceneggiatore svedese.

## Biografia
Il suo film Il mio caro John (1964) ricevette la nomination all'Academy Award come miglior film in lingua straniera. Fra gli altri suoi film noti, Esistono gli angeli? e Le calde palme di Rio (Svarta palmkronor), un film del 1968 tratto da un romanzo di Peder Sjögren del 1944 .

## Filmografia
- Styv kuling (1980) TV mini-series
- Lejonet och jungfrun (1975)
- Svarta palmkronor (1968) (Le calde palme di Rio)
- Träfracken (1966)
- Käre John (1964) (Il mio caro John)
- Kurragömma (1963)
- Änglar, finns dom? (1961) (Esistono gli angeli?)
- En drömmares vandring (1957)